# Good Energies
Good Energies este un fond de investiții în domeniul energiilor regenerabile, care operează în Europa Centrală și de Est. Good Energies este parte a COFRA Group, un grup de companii private cu domenii de activitate în imobiliare, private equity și fonduri de investiții.
În mai 2008, Good Energies a anunțat o investiție de 175 milioane de Euro, pentru o centrală de 120 MW, putere suficientă pentru a asigura energia electrică a 72.000 de locuințe în Polonia, până la sfârșitul lui 2008.